# Арнольди, Лев Владимирович
Лев Владимирович Арнольди (январь 1903, Пулавы, Люблинское воеводство — 27 апреля 1980, Ленинград) — советский зоолог, гидробиолог и энтомолог. Эксперт по жесткокрылым, в частности долгоносикам, а также по аридной энтомофауне Центральной Азии. Сотрудник Севастопольской биологической станции (1934—1944) и Зоологического института АН СССР (1944—1973). Доктор биологических наук (1949), профессор (1954).

## Биография
Родился в 1903 году в семье известного альголога Владимира Митрофановича Арнольди (1871—1924) и Ольги Ивановны Арнольди (1873—1951), младший брат мирмеколога Константина Владимировича Арнольди (1901—1982). В детстве переболел полиомиелитом, результатом чего стало прекращения развития одной ноги. Передвигался с использованием протеза, что создавало трудности при полевой работе. Рано увлёкся биологией.
Обучался на биологическом факультете Московского государственного университета. Специализировался на кафедру гидробиологии. Во время обучения работал в составе экспедиций под руководством Н. М. Книповича и С. А. Зернова. Окончил университет в 1927 году, после чего поступил на той же кафедре для обучения в аспирантуре, которую окончил в 1929 году без защиты диссертации. После аспирантуры работал на гидробиологической станции на озере Севан (Армения) и в Батуми. С 1932 по 1934 год участвовал в Каспийской рыбохозяйственной экспедиции.
В 1934—1941 годах работал на Севастопольской биологической станции. Там в 1936 году по совокупности работ получил степень кандидата биологических наук, а в 1940 году — должность старшего научного сотрудника. В 1941 году готовился к защите диссертации на соискание степени доктора наук по гидробиологической тематике, однако эта работа была прервана началом Великой Отечественной войны. Лев Владимирович был эвакуирован из Севастополя, а оставленные на биологической станции научные материалы были утрачены после оккупации Крыма. В эвакуации с 1941 по 1942 год работал в качестве энтомолога в Южном Казахстане, после чего присоединился к эвакуированному коллективу Севастопольской биологической станции, который находился в Душанбе.
В 1944 году академик Евгений Никанорович Павловский (1884—1965), бывший в то время директором Зоологического института АН СССР, пригласил Льва Владимировича в докторантуру в Ленинград для работы по теме жесткокрылых. Докторскую диссертацию защитил в 1949 году по теме «Основные закономерности географического распространения рода Otiorrhynchus в пределах СССР». С 1951 по 1967 год работал в институте в должности заведующего отделением жесткокрылых, с 1967 года — в должности старшего научного сотрудника-консультанта. Воспитал несколько кандидатов и докторов наук. Вышел на пенсию в 1973 году в связи с болезнью, однако продолжал консультационную деятельность.
В 1948—1968 годах активно организовывал и непосредственно участвовал в нескольких экспедициях для исследования фауны и экологии насекомых аридных регионов Азии. Вместе со Дмитрием Максимилиановичем Штейнбергом руководил совместной экспедицией ЗИН АН СССР и БИН АН СССР для исследования биокомплексов Западного и Центрального Казахстана. Участвовал в полевых работах в Туркмении, в пустыне Кызылкум и Монголии. В этих экспедициях сотрудничал с Евгением Михайловичем Лавренко и Александром Афанасьевичем Юнатовым.
Награжден медалью «За трудовую доблесть» и двумя другими.

### Семья
- Жена — ?
  - Дочь — Елена Львовна Арнольди (1942—2015).

## Публикации
Автор около 120 научных и научно-информационных работ в области гидробиологии и энтомологии, в том числе:
- (Приспособления жуков к жизни в пустыне) — В: Виноградов Б. С. Приспособления животных к жизни в пустыне. — Животный мир СССР, II. Зона пустынь. М.; Л. 1948, с. 17-62.
- Жесткокрылые — Coleoptera. — В кн.: Животный мир СССР, II. Зона пустынь. М.; Л. 1948, с. 233—252. (Совместно с К. В. Арнольди).
- Сем. Curculionidae. Долгоносики или слоники. — В кн.: Вредные животные Средней Азии (Справочник). М.; Л., изд. АН СССР. 1949, с. 89-105, 213—215, 292, 342—343.
- Отряд жесткокрылые, или жуки (Coleoptera). — В кн.: Определитель насекомых, повреждающих деревья и кустарники полезащитных полос. Определители по фауне СССР, издаваемые Зоол. инст. АН СССР, вып. 36. М.; Л. Изд. АН СССР, 1950, с. 108—256. (Совместно с А. А. Рихтером).
- Определитель долгоносиков-трухляков подсемейства Cossoninae фауны СССР и сопредельных стран Европы и Передней Азии. — Энтом. обозр., 1951, 31, 3-4, с. 549—565. (Совместно с Ф. К. Лукьяновичем).
- Жуки, жесткокрылые. — В кн.: БСЭ. 2-е изд., 16. М. 1952, с. 218—223.
- Отряд Coleoptera — жесткокрылые, или жуки. — В кн.: Вредители леса (Справочник), 2. М.; Л., изд-во АН СССР. 1955, с. 425—737. (Совместно с С. И. Медведевым, Н. Н. Плавильщиковым, В. Н. Старком и М. Е. Тер-Минасян).
- Новые долгоносики (Coleoptera, Curculionidae) из Средней Азии. — Энтом. обозр., 1956, 35, 3, с. 680—695.
- Физико-географический обзор Карпат. — В кн.: Животный мир СССР. V. Горные области европейской части СССР. М.; Л. 1958, с. 7-13. (Совместно с Л. А. Портенко).
- Общий обзор энтомофауны Карпат. — Там же, с. 30-37.
- Насекомые — Insecta (Горного Крыма). Общий обзор. — Там же, с. 79-87. (Совместно с А. Н. Кириченко).
- Жесткокрылые — Coleoptera (Горного Крыма). — Там же, с. 122—129.
- О долгоносиках трибы Mesostylini в связи с вопросом о формировании фауны песчаных пустынь Средней Азии. — Тр. Зоол. ин-та АН СССР, 1960, 27, с. 276—292.
- Введение. — В кн.: Биокомплексные исследования в Казахстане. I. Л. «Наука». 1969, с. 7-16. (Совместно с А. А. Юнатовым).
- Зоогеографическое районирование, основанное на энтомологических данных. — Там же, с. 31-42.
- Сем. Curculionidae — долгоносики. — В кн.: Насекомые и клещи — вредители сельскохозяйственных культур. II. Жесткокрылые. Л. «Наука». 1974, с. 218—293. (Совместно с М. Е. Тер-Минасян и В. С. Солодовниковой).
- Долгоносики-скосари рода Otiorrhynchus Germ. (Coleoptera, Curculionidae) фауны Монголии и сопредельных районов СССР. — В кн.: Биологические ресурсы и природные условия Монгольской Народной Республики. 3. Л. «Наука». 1975, с. 254—284.
- Эколого-географический обзор фауны листоедов (Coleoptera, Chrysomelidae) Центрального Казахстана. — Зоол. журн., 1975, 54, 11, с. 1634—1642. (Совместно с Л. Н. Медведевым).
- Rhynchophora. Семейство Eobelidae L. Arnoldi, fam. nov. — В кн.: Мезозойские жесткокрылые. М. «Наука». 1977, с. 142—176.